# فرد بویر لیندبر
فرد بویر لیندبر (انگلیسی: Fred Børre Lundberg؛ زادهٔ ۲۵ دسامبر ۱۹۶۹) اسکی‌باز نوردیک اهل نروژ بود.